# Nogometni klub Šparta Elektra
Il Nogometni klub Šparta Elektra, in italiano Club calcistico "Sparta Elektra"), noto come Šparta Zagabria, è una società calcistica croata con sede a Zagabria, più precisamente nel quartiere Trešnjevka.
Nella stagione 2021-22 milita nella 1. Zagrebačka NL, quinta divisione nel sistema calcistico croato.
Visse il suo momento migliore nel periodo interbellico, quando militava perennemente nella prima classe zagabrese, riuscendo a vincerla nel 1935.

## Storia
Il NK Šparta nasce nel 1911, ma viene registrato solo due anni più tardi, quando soddisfa tutte le condizioni necessarie, così la nascita ufficiale risulta il 12 giugno 1913. I primi protagonisti sono Sedmak, Lončar, Robić, Ferić, Štritof, Vragović, Soroš, Egri, Jurečić, Novak e Cinki, ma non c'è tempo per tornei ufficiali a causa dello scoppio della prima guerra mondiale.
Dopo la guerra il club vive il suo periodo d'oro, militando quasi ininterrottamente nella 1. razred della sottofederazione di Zagabria. Negli anni '20 non riesce mai a finire sul podio, esclusivo appannaggio di Građanski, HAŠK e Concordia, lasciando a Šparta, Viktorija e Željezničar la lotta per il quarto posto. Negli anni '30 sviluppa una collaborazione con la Centrale Elettrica Comunale, cambia il nome in NK GEC-Šparta (questo nome rimane fino al 1936), ed ottiene un campo sportivo di proprietà situato vicino all'acquedotto. Nel 1935 riesce finalmente a vincere il campionato zagabrese, grazie anche all'aiuto di Ivan Hitrec, campione jugoslavo passato a giocare momentaneamente con i verdi per scontare una squalifica comminategli dalla JNS.
Dopo la seconda guerra mondiale, al club viene permesso di continuare l'attività dalle nuove autorità comuniste, fatto non frequente in quegli anni. Nel 1948 il club raggiunge un accordo di collaborazione con la ditta Elektra, che viene aggiunta alla denominazione sociale. Nel periodo della Jugoslavia socialista, il momento migliore è negli anni '60, quando il club milita in terza divisione.
Dall'indipendenza della Croazia, il NK Šparta Elektra milita nei campionati regionali di Zagabria.
Il club disputa le partite casalinghe all'Igralište Pongračevo, un piccolo centro sportivo in erba artificiale, impianto usato anche dal NK Sloga Gredelj.

## Giocatori
- Ivan Goran Kovačić
- Ivan Hitrec
- Marcel Žigante